# Ischaemum vembanadense
Ischaemum vembanadense là một loài thực vật có hoa trong họ Hòa thảo. Loài này được R.B.Patil & D'Cruz mô tả khoa học đầu tiên năm 1974.